# Peter Docter
Peter Docter, també conegut com a Pete Docter, (Bloomington, Minnesota, 10 d'agost de 1968) és un animador, guionista i director de cinema estatunidenc. És especialment conegut pels seus treballs d'animació infantil amb la productora Pixar.
Es graduà a l'Institut John F. Kennedy de la seva ciutat. Abans de treballar per Pixar, creà tres no-animacions per ordinador: Next Door, Palm Springs, i Winter.
Docter ha format part integrant d'algunes de les obres seminals de Pixar, en particular, Toy Story, Toy Story 2, i Monsters, Inc.. Va contribuir en aquestes pel·lícules com a coautor dels guions, i va treballar amb animadors gràfics de la talla de John Lasseter, Andrew Stanton i Joe Ranft. L'any 2004, John Lasseter li encarregà el doblatge per a la versió anglesa de la pel·lícula d'animació japonesa Hauru no Ugoku Shiro.
Està casat amb Amanda Docter, amb qui té dos fills, Nicholas "Nick" Docter i Elizabeth "Elie" Docter.

## Filmografia
| Any  | Títol                 | Funció               |
| ---- | --------------------- | -------------------- |
| 1995 | Toy Story             | Guionista            |
| 1997 | Geri's Game           | Guionista            |
| 1998 | A Bug's Life          | Guionista            |
| 1999 | Toy Story 2           | Guionista            |
| 2001 | Monsters, Inc.        | Director / Guionista |
| 2002 | Mike's New Car        | Director / Guionista |
| 2008 | WALL·E                | Guionista            |
| 2009 | Up                    | Director             |
| 2009 | Dug's Special Mission | Productor executiu   |
| 2013 | Monsters University   | Guionista            |
| 2015 | Inside Out            | Director             |